# Уяска
Уяска (рум. Uiasca) — село у повіті Арджеш у Румунії. Входить до складу комуни Басков.
Село розташоване на відстані 112 км на північний захід від Бухареста, 4 км на північний захід від Пітешть, 101 км на північний схід від Крайови, 105 км на південний захід від Брашова.

## Населення
За даними перепису населення 2002 року у селі проживали 859 осіб, з них 858 осіб (99,9%) румунів. Рідною мовою 858 осіб (99,9%) назвали румунську.